# أمبروز بيرس
أمبروز بيرس (بالإنجليزية: Ambrose Bierce) كاتب ساخر وصحفي ومؤلف قصص قصيرة أمريكي، وُلد في أوهايو عام 1842. شارك في الحرب الأهلية. اشتهر بقصته القصيرة واقعة جسر أوول كريك، وكتاب الساحر عام 1906، وكتابه الهجائي قاموس الشيطان عام 1911. تعود جذور فكرة قاموس الشيطان عندما كان بيرس كاتب عمود في مجلة اسمها رسالة الأخبار أو نيوز ليتير، وهي مجلة مختصة بالنقد الساخر ثم أصبح رئيس تحريرها وهي تصدر في سان فرانسيسكو. كما كتب لمجلة ماجازين فن بين عامي (1872-1875) حيث كتب ثلاثة كتب منهم: خيوط العنكبوت والجمجمة الفارغة عام 1874. وتُوفي سنة 1914.

## روابط خارجية
- أمبروز بيرس على موقع IMDb (الإنجليزية)
- أمبروز بيرس على موقع الموسوعة البريطانية (الإنجليزية)
- أمبروز بيرس على موقع ألو سيني (الفرنسية)
- أمبروز بيرس على موقع ميوزك برينز (الإنجليزية)
- أمبروز بيرس على موقع إن إن دي بي (الإنجليزية)
- أمبروز بيرس على موقع ديسكوغز (الإنجليزية)
- أمبروز بيرس على موقع قاعدة بيانات الفيلم (الإنجليزية)